# Ovadja Eli
Ovadja Eli (hebrejsky: עובדיה עלי) je izraelský politik a bývalý poslanec Knesetu za stranu Likud.

## Biografie
Narodil se 22. května 1945 ve městě Khanaqin v Iráku. V roce 1950 přesídlil do Izraele. Sloužil v izraelské armádě, kde dosáhl hodnosti majora (Rav Seren). Vystudoval na Lifschitzově učitelském semináři, absolvoval biblická studia a bakalářský titul získal na Haifské univerzitě. Pracoval jako učitel. Hovoří hebrejsky a arabsky.

## Politická dráha
V letech 1978–1991 působil jako starosta města Afula, byl členem sekretariátu strany Cherut, zasedal ve vedení stavební společnosti Amidar a ve vedení Židovské agentury. Byl školním inspektorem pro region severního Izraele.
V izraelském parlamentu zasedl poprvé po volbách v roce 1984, do nichž šel za Likud. Byl členem výboru pro záležitosti vnitra a životního prostředí a finančního výboru. Předsedal podvýboru pro chudobu v Tel Mond. Opětovně byl zvolen ve volbách v roce 1988, znovu za Likud. Stal se členem výboru pro záležitosti vnitra a životního prostředí, zvláštního výboru pro status žen a finančního výboru. Předsedal zvláštnímu výboru pro změnu zákona o Galileji a výboru pro drogové závislosti. Mandát obhájil za stranu Likud také ve volbách v roce 1992. Byl pak náhradníkem ve finančním výboru. Zastával i vládní funkci, konkrétně post náměstka ministra obrany (v letech 1991–1992). V letech 1988–1996 působil i jako místopředseda Knesetu. Ve volbách v roce 1996 nebyl zvolen.